# Lázaro (nombre)
Lázaro es un nombre propio masculino de origen hebreo (Eleazar), que significa ‘el ayudado por Dios’. Es muy popular debido a dos episodios evangélicos: la resurrección de Lázaro de Betania y la parábola del rico epulón y el pobre Lázaro.

## Santoral
- San Lázaro de Milán, obispo (s. V) - Festividad: 14 de marzo;
- San Lázaro de Betania, personaje bíblico (s. I) - Festividad: 29 de julio;
- San Lázaro de Kyoto, mártir (f. 1636) - Festividad: 28 de septiembre;
- San Lázaro de monte Galesio, estilita (f. 1054) - Festividad: 7 de noviembre;
- San Lázaro de Constantinopla, monje (f. 867) - Festividad: 17 de noviembre.

## Festividades
- Domingo de Lázaro: Corresponde al V Domingo de Cuaresma, justo antes del Domingo de Ramos. Este domingo recibe ese nombre desde tiempos medievales.[cita requerida]
- Sábado de Lázaro: Corresponde al sábado antes del V Domingo de Cuaresma. Principalmente celebrado por la Iglesia Ortodoxa.[cita requerida]

## Personajes célebres
- Lázaro Cárdenas (página de desambiguación)
- Lázaro Galdiano
- Lázaro Ibiza
- Lázaro Blanco
- Lázaro Bruzón
- Lázaro Covadlo
- Lázaro Garza Ayala
- Lázaro Griveo
- Lázaro Borrell
- Lázaro Gadea
- Lázaro Morúa
- Lázaro Alanís
- Lázaro Barbieri
- Lázaro de Rivera y Espinosa